# Bud Spencer e Terence Hill

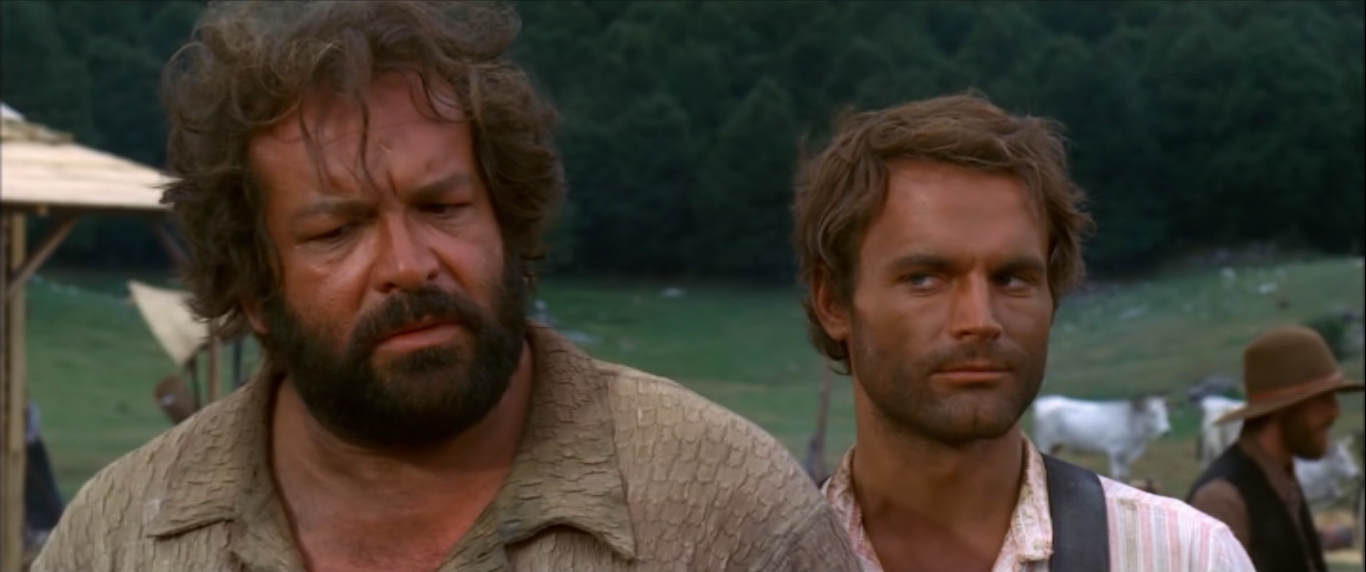
Bud Spencer e Terence Hill rispettivamente "Bambino" e "Trinità" nel film Lo chiamavano Trinità... del 1970

(Bud Spencer e Terence Hill)
Bud Spencer e Terence Hill (pseudonimi rispettivamente di Carlo Pedersoli e Mario Girotti) è stata una coppia di attori cinematografici italiani attiva principalmente dal 1967 al 1985 e ancora una volta nel 1994. Hanno interpretato insieme 18 film, dei quali 16 come coppia protagonista. Diversi loro film hanno ottenuto incassi clamorosi e alcuni hanno avuto sequel ed epigoni. A entrambi venne assegnato nel 1992 il Telegatto come coppia e nel 2010 il premio David di Donatello per la carriera.

## Storia

### Anni 1960: Inizi e primi successi
I due recitarono senza mai incontrarsi e girando scene separate in Annibale (1959) di Carlo Ludovico Bragaglia ed Edgar G. Ulmer.
Si incontrarono per la prima volta in Almería (Spagna) sul set del film Dio perdona... io no! del 1967. L'ex campione di nuoto Pedersoli, che aveva fatto la comparsa in alcune pellicole, non aveva intenzione di fare l'attore a tempo pieno; il regista Giuseppe Colizzi fu inizialmente diffidente su Pedersoli in quanto non parlava inglese, non sapeva andare a cavallo e chiedeva come compenso quattro milioni di lire per due cambiali in scadenza nei successivi due mesi, ma dopo due settimane di casting infruttuosi, il regista accettò di assumerlo e pagargli il compenso richiesto. Girotti venne preso dopo che - come affermerà anni dopo egli stesso - il protagonista del film, Peter Martell, ebbe un infortunio a seguito di un litigio con la fidanzata; Colizzi si vide così costretto a tornare a Roma in cerca di un sostituto e, su consiglio del fratello di Mauro Bolognini, trovò Girotti. La prima scena che dovettero girare fu una scazzottata durante le riprese della quale Pedersoli ideò una gag che sarebbe divenuta celebre, il pugno a martello dall'alto verso la testa dell'avversario (detto "piccione").
Venne poi suggerito ai due attori di cambiare i propri nomi per cercare di sfondare a livello internazionale e così Pedersoli scelse Bud Spencer come tributo al suo attore preferito, Spencer Tracy, e ad una birra che beveva spesso, una Bud, mentre Girotti scelse da una lista presentatagli la sera prima, diventando Terence Hill, anche grazie al fatto che questo presentava le stesse iniziali della madre (Hildegard Thieme). Il film ebbe un successo enorme (quarto maggior incasso del 1967); bastò poco al regista Colizzi, preso atto dei consensi subito raccolti dal pubblico, per rendersi conto del gigantesco potenziale della coppia, con cui tornò a collaborare alla realizzazione di due nuovi film. Nel 1968 recitarono in I quattro dell'Ave Maria nel quale si iniziò a inserire nella trama una lieve ironia che sarebbe poi diventata sempre più consistente negli anni a venire; la coppia non è ancora protagonista ma ha comunque un ruolo centrale oltre a interpretare gli stessi personaggi del film precedente. I quattro dell'Ave Maria ottenne ancor più successo del primo film e fu sorprendentemente promosso anche dalla critica. Nel 1969 fu la volta de La collina degli stivali, sempre diretto da Colizzi, che mise a segno un incasso simile ai primi due; la coppia cominciò a ottenere una risonanza mondiale.

### Anni 1970: Fama mondiale conTrinità

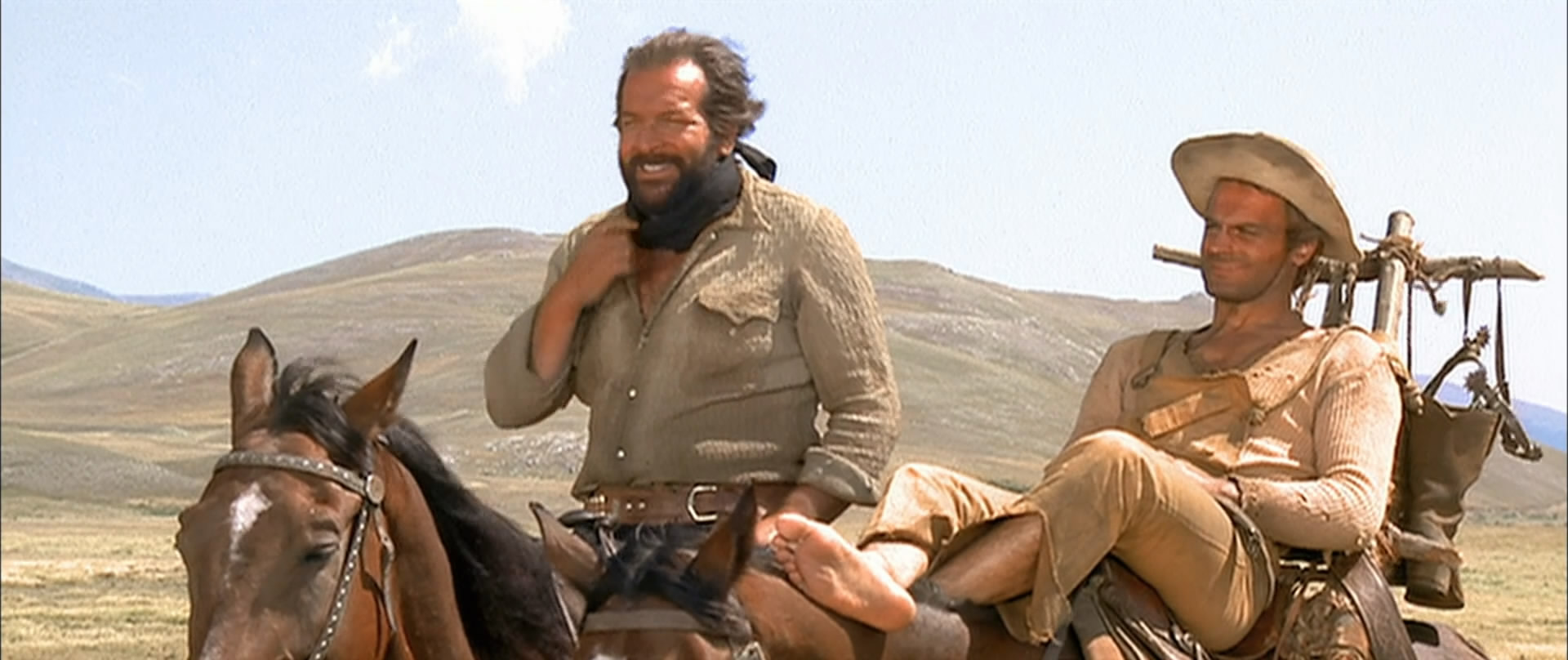
Bud Spencer e Terence Hill in ...continuavano a chiamarlo Trinità.

Nel 1970 il direttore della fotografia E.B. Clucher (pseudonimo di Enzo Barboni) scrisse un copione di un nuovo film, Lo chiamavano Trinità..., western ma con risvolti comici che inizialmente non trovò produttori fino a quando non convinse Italo Zingarelli. Nelle intenzioni di Clucher i protagonisti sarebbero dovuti essere gli italiani George Eastman nella parte di Bambino e Peter Martell, o in alternativa Franco Nero, nel ruolo di Trinità. Una volta conclusa la collaborazione con Giuseppe Colizzi, Bud Spencer e Terence Hill si proposero come coppia protagonista a Clucher, che alla fine li prese entrambi. Il successo fu clamoroso raggiungendo tre miliardi di lire di incasso e si colloca al 42º posto dei film più visti alla loro uscita nelle sale. Il successo portò alla realizzazione l'anno successivo del sequel ...continuavano a chiamarlo Trinità, sempre diretto da Clucher e che raggiunse i sei miliardi di lire di introiti, posizionandosi al primo posto dei maggiori successi dell'anno. Inoltre nel 2016, una lista contenente la classifica del numero di biglietti venduti lo posiziona al quarto posto (14 554 172 spettatori).
Nello stesso anno girarono il film Il corsaro nero di Lorenzo Gicca Palli, in cui Terence Hill è l'interprete principale, mentre a Bud Spencer è riservata una parte minore in un ruolo da cattivo.
 

La "dune buggy rossa con cappottina gialla" Puma, pomo della discordia in ...altrimenti ci arrabbiamo! del 1974

Nel 1972 girarono sempre con Colizzi ...più forte ragazzi!, che vinse un Nastro d'argento per la migliore colonna sonora agli Oliver Onions, che da lì in avanti avrebbero collaborato a molte delle musiche dei film della coppia. Anche questo film riscosse l'apprezzamento del pubblico diventando il quarto maggior incasso dell'anno. In quello stesso periodo Clucher stava pensando a un terzo capitolo della serie di Trinità, dal titolo provvisorio ...e insistevano a chiamarlo Trinità, ma i due non vollero sfruttare troppo il genere decidendo di dedicarsi anche a progetti individualmente. Bud Spencer quindi recitò nel frattempo in Anche gli angeli mangiano fagioli e Piedone lo sbirro, due dei maggiori successi cinematografici del 1973, mentre Terence Hill lavorò anche negli USA in produzioni come ...e poi lo chiamarono il Magnifico, sempre diretto da Clucher, e in Il mio nome è Nessuno, prodotto da Sergio Leone considerato l'ultimo celebre western all'italiana.

Bud Spencer mentre assesta il suo classico "piccione" allo stuntman Giovanni Cianfriglia in una scena del film ...altrimenti ci arrabbiamo!

Tornarono in coppia nel 1974 con ...altrimenti ci arrabbiamo!, diretti da Marcello Fondato. Le riprese vennero fatte a Madrid anche se le scene iniziali vennero girate a Roma. Una novità di questo nuovo capitolo fu il cast, tra cui spiccarono le presenze di John Sharp e Donald Pleasence. Gli incassi furono nuovamente elevati raggiungendo 6,4 miliardi di lire, riuscendo a battere molti kolossal del periodo come La stangata e Amarcord. Il 1974 li vide di nuovo protagonisti con Porgi l'altra guancia, diretto da Franco Rossi che divenne il terzo incasso della stagione. Negli anni settanta seguono altri film non western, tutti di successo come I due superpiedi quasi piatti (1977), Pari e dispari (1978) e Io sto con gli ippopotami (1979).

### Anni 1980: Gli ultimi film della coppia

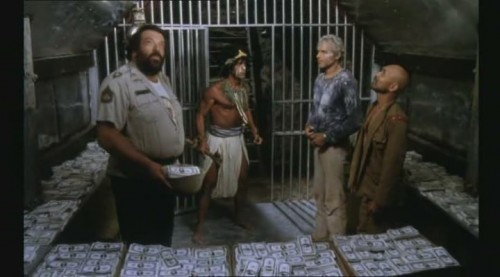
Da sinistra: Bud Spencer, Sal Borgese, Terence Hill e John Fujioka in Chi trova un amico trova un tesoro (1981)

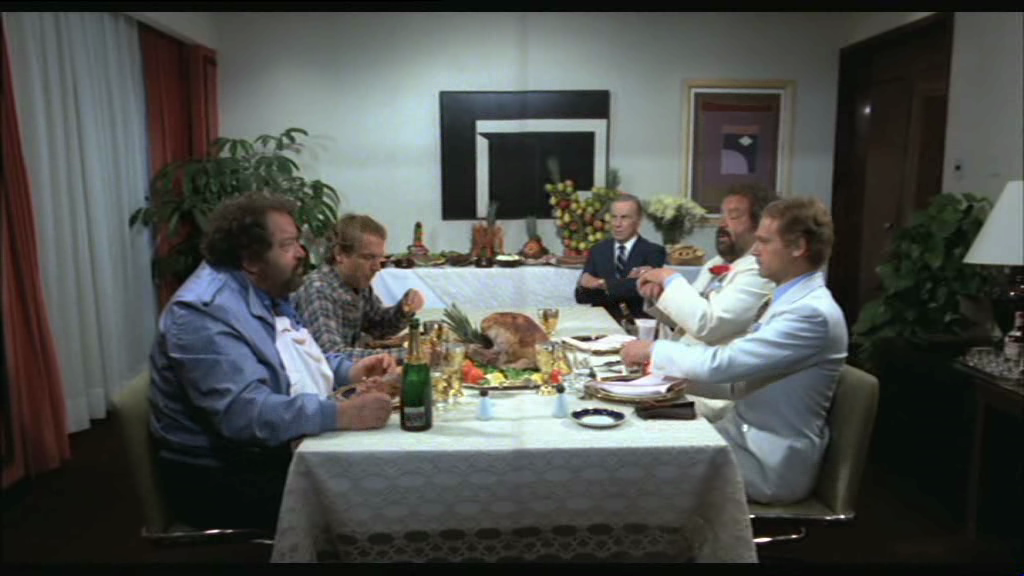
Bud Spencer e Terence Hill durante una caratteristica abbuffata in Non c'è due senza quattro (1984)

Il film Miami Supercops (I poliziotti dell'8ª strada) (1985) ha segnato un temporaneo distacco tra i due attori, che riprenderanno a lavorare assieme solo diversi anni dopo

Nella prima metà degli anni ottanta, la coppia continuò a girare insieme ben quattro pellicole: Chi trova un amico trova un tesoro (1981), Nati con la camicia (1983), Non c'è due senza quattro (1984) e Miami Supercops (I poliziotti dell'8ª strada) (1985). A questo punto, i due sembrarono terminare il loro sodalizio, continuando comunque a lavorare in progetti diversi, votati in particolare al piccolo schermo.

### Anni 1990: Fine del sodalizio

Terence Hill e Bud Spencer in una scena del loro ultimo film Botte di Natale del 1994.

Nel 1994 la coppia ritornò sul set per un film western scritto da Jess Hill e diretto dallo stesso Terence Hill, Botte di Natale. A livello di incassi, però, non riscosse il successo dei precedenti.

### Anni 2000 e 2010: Separazione e morte di Bud Spencer
I due hanno espresso più volte il desiderio di tornare a lavorare su un progetto, nel caso fosse ritenuto degno di essere valutato, purché, considerata l'età ormai avanzata, non avesse niente a che fare con i film che li avevano resi famosi nelle sale di tutto il mondo. A tal proposito, Terence Hill, intervistato nel 2014 da Fabio Fazio per Che tempo che fa, dichiarò che il sodalizio con Bud Spencer si era interrotto poiché il duo non era più in grado di recitare nelle classiche scene d'azione che lo resero celebre.
Bud Spencer morì il 27 giugno 2016, nella sua casa di Roma, all'età di 86 anni.

## Impatto culturale
- Nel 2017 viene creato Bud Spencer & Terence Hill: Slaps and Beans, un videogioco picchiaduro a scorrimento orizzontale in pixel art avente come protagonisti il duo e ambientato nei diversi film della loro filmografia.[17]
- Alla coppia sono stati dedicati alcuni festival, tra cui il maggiore in corso è denominato Spencer Hill Festival.[18] In passato il paese di Masone ogni anno vi dedicava il Bud & Terence Film Festival che prevedeva, oltre alla proiezione integrale dei film della coppia e all'esposizione di tutte le locandine originali, una cena di congedo a base di birra, salsicce e fagioli.[19][20][21]
- Nel 2020 la band svizzera The Vad Vuc ha dedicato alla coppia un brano dal titolo Bud & Terence.[22]
- Nella città di Berlino, dal 2021, è presente un museo intitolato a Bud Spencer e dedicato anche a Terence Hill,[23] mentre nella cittadina sassone di Lommatzsch è stato dedicato un museo a Terence Hill sin dal 2019.[24]

## Filmografia
- Annibale, regia di Carlo Ludovico Bragaglia ed Edgar G. Ulmer (1959)
- Dio perdona... io no!, regia di Giuseppe Colizzi (1967)
- I quattro dell'Ave Maria, regia di Giuseppe Colizzi (1968)
- La collina degli stivali, regia di Giuseppe Colizzi (1969)
- Lo chiamavano Trinità..., regia di E.B. Clucher (1970)
- Il corsaro nero, regia Lorenzo Gicca Palli (1971)
- ...continuavano a chiamarlo Trinità, regia di E.B. Clucher (1971)
- ...più forte ragazzi!, regia di Giuseppe Colizzi (1972)
- ...altrimenti ci arrabbiamo!, regia di Marcello Fondato (1974)
- Porgi l'altra guancia, regia di Franco Rossi (1974)
- I due superpiedi quasi piatti, regia di E.B. Clucher (1977)
- Pari e dispari, regia di Sergio Corbucci (1978)
- Io sto con gli ippopotami, regia di Italo Zingarelli (1979)
- Chi trova un amico trova un tesoro, regia di Sergio Corbucci (1981)
- Nati con la camicia, regia di E.B. Clucher (1983)
- Non c'è due senza quattro, regia di E.B. Clucher (1984)
- Miami Supercops (I poliziotti dell'8ª strada), regia di Bruno Corbucci (1985)
- Botte di Natale, regia di Terence Hill (1994)

## Doppiatori
- Bud Spencer
  - Glauco Onorato in Dio perdona... io no!, I quattro dell'Ave Maria, La collina degli stivali, Lo chiamavano Trinità..., ...continuavano a chiamarlo Trinità, ...più forte ragazzi!, ...altrimenti ci arrabbiamo!, Porgi l'altra guancia, I due superpiedi quasi piatti, Pari e dispari, Io sto con gli ippopotami, Chi trova un amico trova un tesoro, Nati con la camicia, Non c'è due senza quattro, Miami Supercops (I poliziotti dell'8ª strada)
  - Sergio Fiorentini in Botte di Natale
  - Roberto Villa in Il corsaro nero
  - Nino Pavese in Annibale

- Terence Hill
  - Pino Locchi in Lo chiamavano Trinità..., ...continuavano a chiamarlo Trinità, ...più forte ragazzi!, ...altrimenti ci arrabbiamo!, Porgi l'altra guancia, I due superpiedi quasi piatti, Pari e dispari, Io sto con gli ippopotami, Chi trova un amico trova un tesoro, Nati con la camicia
  - Sergio Graziani in Dio perdona... io no!, I quattro dell'Ave Maria, La collina degli stivali
  - Michele Gammino in Non c'è due senza quattro, Miami Supercops (I poliziotti dell'8ª strada), Botte di Natale
  - Giancarlo Maestri in Il corsaro nero
  - Massimo Turci in Annibale